# Òcrea

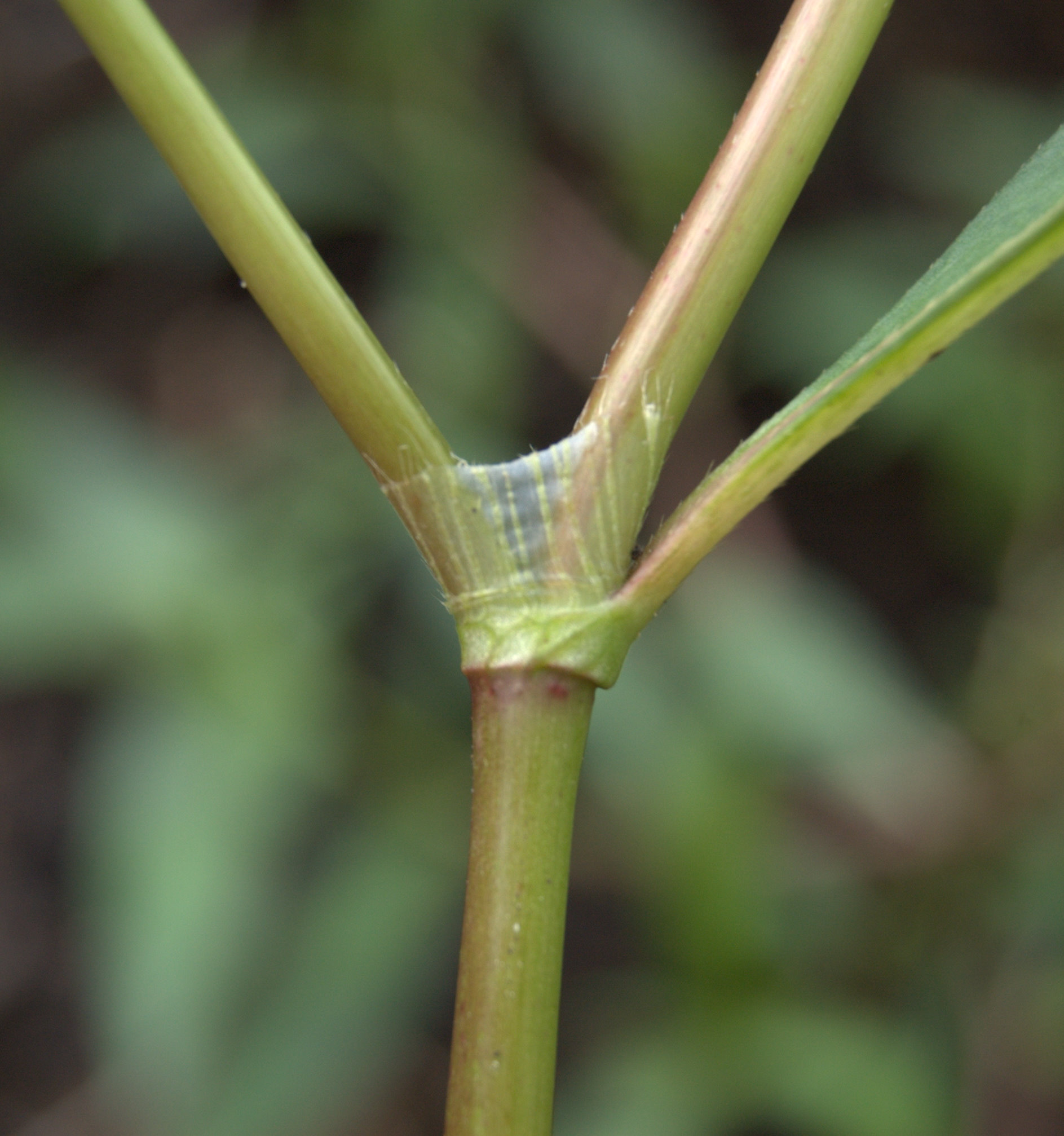
Òcrea en una tija de Persicaria maculosa

L'òcrea és una estructura formada per estípules membranoses soldades formant una peça, una coberta que envolta la tija. És una característica distintiva de les poligonàcies.
En les palmeres denota una extensió de la beina de la fulla més enllà de la inserció del pecíol. Les plantes que tenen òcrea s'anomenen ocreades.